# Пятницкий, Порфирий Петрович
Пятницкий Порфирий Петрович (15 [27] сентября 1859, Рига — 30 декабря 1940, предп. Киев) — российский и советский геолог и петрограф. Профессор, ректор Харьковского университета (1918—1920).

## Биография
Родился 15 (27) сентября 1859 года в Риге.
В 1881 году поступил на медицинский факультет Харьковского университета, позже перевёлся на отделение физико-математического факультета.
Окончил университет в 1886 году и оставлен ассистентом при кафедре геологии.
В 1890 году защитил магистерскую диссертацию и был откомандирован за границу на два года.
По возвращении избран приват-доцентом, читал специальные курсы минералогии и петрографии.
С 1898 года — доктор минералогии и геогнозии.
С 1901 года — экстраординарный профессор минералогии, с 1905 года — ординарный.
В 1918—1920 годах — ректор Харьковского университета.
В 1920—1922 годах преподавал в университете и политехническом институте в Краснодаре. С 1922 года работал в Институте прикладной минералогии и петрографии в Москве, с 1926 года — в Геологическом институте в Ленинграде.
С 1932 года работал в Украинском геологическом тресте, с 1938 года — в Институте геологических наук АН УССР.
Умер 30 декабря 1940 года.

## Научная деятельность
Основные научные труды посвящены изучению кристаллических сланцев Украины докембрийского периода, в частности Криворожского железорудного бассейна.

### Научные труды
- К исследованию дельты Западной Двины и Больдер-Аа. — Х.: Тип. ун-та, 1886. — 89 с.
- Исследование кристаллов кермезита и уранотила. — Х.: Тип. Зильберберга, 1893. — 55 с.
- Гидрогеологическое исследование Верхнеднепровского уезда Екатеринославской губ., в виду обводнения и орошения края, с приложением заметки о полезных ископаемых: (Отчет Екатеринослав. губ. земству, снарядившему гидрогеол. экспедицию под рук. А. В. Гурова). — Х.: Тип. Зильберберга, 1895. — 217 с., 5 л. табл.
- Исследование кристаллических сланцев степной полосы юга России. С прил. геол. карты Криворож. рудного района и 12 чертежей: Отчёт О-ву испытателей природы при Харьк. ун-те о геол. исследованиях 1893—1896 гг. — Х.: [Типо-лит. Зильберберга, 1898]. — 323, [4] с.
- Программа по минералогии. — Х.: Печ. дело, 1913. — 3 с.
- Генетические отношения Криворожских рудных месторождений. [І] / Всерос. Совет нар. хоз-ва. — М.: [Типолитогр. ВТУ им. Т. Дунаева, б. бр. Менерт], 1924. — 56 с. — (Тр. Ин-та прикладной минералогии и петрографии; вып. 9).
- Генетические отношения Криворожских рудных месторождений. ІІ / Всерос. Совет нар. хоз-ва. — М.: [Типолитогр. ВТУ им. т. Дунаева], 1925. — 43 с. — (Тр. Ин-та прикл. минералогии и петрографии; вып. 17).
- Основные черты состава и строения Центрального Кавказа в связи с оруденением его северного склона. — Ростов н/Д: Гостип. им. Коминтерна Госдонполиграфобъединения, 1928. — 46, [2] с. — (Тр. Сев.-Кавказ. Ассоциации н.-и. ин-тов; № 30; Тр. Ин-та приклад. наук при Донском политехн. ин-те; вып. 9).
- Геологические исследования в изумрудном районе на Урале: К вопросу об образовании изумруда. — М.; Л.: Геолиздат, 1932. — 71 c. — (Тр. Гл. геол.-развед. упр. ВСНХ СССР; вып. 75).
- Докембрий: Краткая история главнейшей номенклатуры докембрия Северной Америки: Докембрий Сев. Америки, Фенноскандинавии и Украины гл. образом с точки зрения возрастной классификации слагающих горных пород. — К., 1933. — 78 с. — (Материалы Укр. н.-и. геол.-развед. ин-та; вып. 2).
- Изумруды, их местонахождение и происхождение. — М. [и др.]: Гос. науч.-техн. горно-геол. нефт. изд-во, 1934. — 48 с. — (Тр. Укр. геол.-гидрогеодез. треста).
- Ванадий и законы его распределения в минералах и горных породах / Укр. всесоюз. н.-и. ин-та минсырья [и др.] — К., 1936. — 90, [4] с.
- Цирконий и законы его распределения в минералах и горных породах. — Х.: Укргостоптехиздат, 13-я респ. полигр. ф-ка, 1939. — 80 с.